# Івата (Сідзуока)

Іва́та (яп. 磐田市, いわたし, МФА: [iwata ɕi̥]?) — місто в Японії, в префектурі Сідзуока. Розташоване в південно-західній частині префектури, на березі Тихого океану.   Виникло на основі прихрамового містечка біля монастиря Кокубундзі провінції Тотомі. В ранньому новому часі було постоялим містечком на Східноморському шляху. Отримало статус міста 2005 року. Площа становить 164,08 км². Станом на 1 серпня 2011 року населення складало 167 488  осіб, густота населення — 1020 осіб/км².  Основою економіки є рибальство, скотарство, садівництво, вирощування чаю, мандаринів і динь, текстильна промисловість, автомобілебудування.   